# Arnaud Denjoy
Arnaud Denjoy (Auch, 5 gennaio 1884 – Parigi, 21 gennaio 1974) è stato un matematico francese, conosciuto per i suoi lavori in analisi armonica e sulle equazioni differenziali, e per aver dato una propria definizione di integrale, che permette di rendere integrabili tutte le derivate. Gli è stato dedicato un asteroide, 19349 Denjoy.